# Čechočovice
Čechočovice är en ort i Tjeckien.   Den ligger i regionen Vysočina, i den centrala delen av landet, 140 km sydost om huvudstaden Prag. Čechočovice ligger 495 meter över havet och antalet invånare är 275.
Terrängen runt Čechočovice är huvudsakligen platt, men norrut är den kuperad. Runt Čechočovice är det ganska glesbefolkat, med 50 invånare per kvadratkilometer. Närmaste större samhälle är Třebíč, 6,5 km öster om Čechočovice. Trakten runt Čechočovice består till största delen av jordbruksmark.